# Kantemyr (stacja kolejowa)
Kantemyr (ukr. Кантемир) – stacja kolejowa w miejscowości Ołeksijiwka, w rejonie białogrodzkim, w obwodzie odeskim, na Ukrainie. Położona jest na linii Odessa – Arcyz.